# Dimitrie Motaș
Dimitrie (Dumitru) Motaș  (n. 17 octombrie 1879 – d. 1942) a fost un general român.

## Funcții deținute
- 28 octombrie 1918 - În urma trecerii armatei pe picior de pace, în baza Î.D. nr. 3179, în cadrul Secției a II-a Istoric și Etape se regăseau două birouri - Biroul 3 Istoric, era condus de locotenent-colonelul Dumitru Motaș
- 11 martie 1919 - Șeful Biroului Istoric în cadrul M.St.M.
- 1919 – 1922 - Atașat militar la Belgrad (Iugoslavia),
- 1 ianuarie 1922 - 1 mai 1923 - Atașat militar la Budapesta,
- 13 iulie 1931 - 26 noiembrie 1931 - Președinte al Consiliului de Conducere al Muzeului Militar Național,
- 1933 - Secretar general al Ministerului Apărării Naționale,
- 20 noiembrie 1934 – 3 mai 1935 - Comandant al Corpului 6 Armată Cluj (Divizia 4 Infanterie),
- Membru în Consiliul Superior al Armatei Române,
- Membru în Comitetul de direcție al revistei "România Militară",
- 1936  – 1939 - Director al Revistei Artileriei,
- 1937 - Inspector General Inspectoratului General al Armatei I,
- 11 septembrie 1939 - Comandantul "Grupului de Armate Est",
- 1939 – 1940 - Subsecretar de Stat la Consiliul de Coroană.

În conformitate cu acordurile și convențiile militare ale Micii Înțelegeri, România a trimis atașați militari la Belgrad, iar apoi și la Budapesta. Între 1919 - 1927 a activat, în această calitate, colonelul Motaș Dumitru, caracterizat de superiorii săi ca "Foarte inteligent sub aspectul unei firi calme, deosebite, cu o mare putere de muncă rodnică și metodică". În activitatea desfășurată la Belgrad, și prin faptul că avea "o situațiune excelentă în corpul diplomatic și în cercurile politice și militare sârbești" a reușit să trimită în țară "informații prețioase" privind politica internă și externă a Regatului Sârbilor, Croaților și Slovenilor; politica militară; organizarea armatei și poliției; de asemenea, a urmărit cu atenție politica militară dusa de Ungaria (începând cu 1 mai 1923 a îndeplinit și funcția de atașat militar la Budapesta), informând prin rapoarte asupra activităților statului cu privire la dezvoltarea industriei militare și capacitatea de luptă a armatei ungare.

## Grade Militare
Grade: sublocotenent - 01.07.1899, locotenent - 10.05.1903, căpitan - 10.05.1909, maior - 14.03.1916, locotenent-colonel - 01.04.1917, colonel - 01.04.1919, general de brigadă - 25.03.1928, general de divizie - 15.04.1933.
- 1934 - general de corp de armată

## Decorații
- Ordinul „Steaua României” clasa I-a (8 iunie 1940)[1]